# Griselda Pascual i Xufré
Griselda Pascual y Xufré (Barcelona, 11 de febrero de 1926-ibídem, 8 de junio de 2001) fue una científica española vinculada a la investigación matemática y a la docencia. Su línea básica de investigación fue la teoría algébrica de números.

## Biografía
Nació en el seno de una familia de amplia tradición artística y con inquietudes sociales, que valoraba la educación y el desarrollo de las mujeres en el ámbito cultural y profesional. Su padre, el entonces reconocido pintor Julio Pascual, así como sus tías, ambas maestras de escuela, apoyaron el desarrollo intelectual y cultural de Griselda, quien recibió su primera formación en la Institución Cultural Femenina.
En primer lugar estudió magisterio, con lo cual cuando empezó los estudios de matemáticas ya estaba en posesión del título de maestra. Se licenció en Ciencias Exactas por la Universidad de Barcelona en enero de 1947 y ese mismo año fue nombrada profesora ayudante de la misma universidad, hecho que la convirtió en la primera mujer docente de la Facultad de Ciencias.
En 1950 fue nombrada catedrática del Instituto de Enseñanzas Medias de Tortosa (Tarragona) y, más tarde, profesora del Instituto Maragall de Barcelona, llegando a ocupar cargos de dirección entre 1965 y 1968. Su tarea como catedrática de instituto se desarrolló entre 1950 y 1985.
Se especializó en Didáctica de las Matemáticas. Fue becada por el Consejo Superior de Investigaciones Científicas (CSIC). Consiguió, además, una beca Von Humbold con la cual pudo estudiar Geometría Diferencial en Friburgo (Alemania) entre 1958 y 1959. Al volver a Barcelona participó en la reforma de la enseñanza secundaria, introduciendo la llamada Matemática Moderna.
Griselda Pascual se doctoró en Ciencias Exactas en 1975 y fue profesora titular de Álgebra de la Universidad de Barcelona desde 1985. Fue la primera mujer docente que se jubiló en la Facultad de Matemáticas de la Universidad de Barcelona, en 1991, y su última lección versó sobre la obra de Leopold Kronecker.

## Legado
Griselda se preocupó durante su carrera en participar en acciones diversas para la mejora de la enseñanza de las matemáticas, así, participó activamente en los movimientos de reforma de Didáctica de las Matemáticas y de los planes de estudios de la enseñanza media; tomó parte activa en la elaboración de las Pruebas Canguro (para estudiantes de secundaria y bachillerato); participó en numerosos seminarios y congresos matemáticos, tanto nacionales como internacionales y fue autora de diversas traducciones de libros matemáticos universitarios, entre los cuales hay que destacar la traducción al catalán de la obra de Carl Friedrich Gauss Disquisitiones arithmeticae, cuyo texto original, en latín, fue publicado en 1801. Su biblioteca personal -libros, separatas y documentos- ha sido cedida por su familia a la Biblioteca de Matemáticas de la Universidad Central de Barcelona.